# Gran Premio de Portugal
El Gran Premio de Portugal es una carrera de automovilismo de velocidad que se disputa en Portugal como fecha puntuable del Campeonato Mundial de Fórmula 1.
Su primera edición fue en 1951 pero la inaugural dentro del campeonato de F1 se disputó en el circuito de Boavista, en Oporto, el 14 de agosto de 1958 seguido en 1959 por un Gran Premio en Monsanto, Lisboa. En 1960, la carrera volvió a Boavista. Entre 1964 y 1966 se realizó el evento pero no fueron dentro del Marco de la Fórmula 1.
Volvió como GP del Mundial de F1 en 1984, esta vez en el Autódromo do Estoril, y se disputó ininterrumpidamente hasta 1996 cuando fue dado de baja al no presentar a tiempo las modificaciones en el circuito de Estoril.
En 2009 se trató la posibilidad de correr en el Autódromo Internacional do Algarve, pero no hubo intenciones de renacer el Gran Premio hasta 2020, cuando la pandemia de COVID-19 afectó el calendario original y dio lugar a la aparición de nuevos países organizadores. En julio de 2020 se anunció oficialmente la realización de este GP en Algarve en el mes de octubre.
En marzo de 2021 fue confirmada la incorporación nuevamente para ocupar la 3.era fecha del calendario, en el lugar que había quedado vacante por la cancelación del Gran Premio de Vietnam.
La carrera tuvo a la Fórmula 3000 Internacional como soporte en 1985 y desde 1984 hasta 1986.

## Ganadores

### Fórmula 1
Los eventos que no formaron parte del Campeonato Mundial de Fórmula 1 se indican en fondo de color rosa.
| Año        | Piloto                     | Constructor      | Circuito      | Resultados    |
| ---------- | -------------------------- | ---------------- | ------------- | ------------- |
| 1951       | Casimiro de Oliveira       | Ferrari          | Boavista      | Resultados    |
| 1952       | Eugenio Castellotti        | Ferrari          | Boavista      | Resultados    |
| 1953       | José Arroyo Nogueira Pinto | Ferrari          | Boavista      | Resultados    |
| 1954       | José Froilán González      | Ferrari          | Monsanto      | Resultados    |
| 1955       | Jean Behra                 | Maserati         | Boavista      | Resultados    |
| 1956       | No se disputó              | No se disputó    | No se disputó | No se disputó |
| 1957       | Juan Manuel Fangio         | Maserati         | Monsanto      | Resultados    |
| 1958       | Stirling Moss              | Vanwall          | Boavista      | Resultados    |
| 1959       | Stirling Moss (2)          | Cooper-Climax    | Monsanto      | Resultados    |
| 1960       | Jack Brabham               | Cooper-Climax    | Boavista      | Resultados    |
| 1961- 1963 | No se disputó              | No se disputó    | No se disputó | No se disputó |
| 1964       | Chris Kerrison             | Ferrari          | Cascais       | Resultados    |
| 1965       | Rodney Banting             | Cooper-Ford      | Cascais       | Resultados    |
| 1966       | Jürg Dubler                | Brabham-Ford     | Cascais       | Resultados    |
| 1967- 1983 | No se disputó              | No se disputó    | No se disputó | No se disputó |
| 1984       | Alain Prost                | McLaren-TAG      | Estoril       | Resultados    |
| 1985       | Ayrton Senna               | Lotus-Renault    | Estoril       | Resultados    |
| 1986       | Nigel Mansell              | Williams-Honda   | Estoril       | Resultados    |
| 1987       | Alain Prost (2)            | McLaren-TAG      | Estoril       | Resultados    |
| 1988       | Alain Prost (3)            | McLaren-Honda    | Estoril       | Resultados    |
| 1989       | Gerhard Berger             | Ferrari          | Estoril       | Resultados    |
| 1990       | Nigel Mansell (2)          | Ferrari          | Estoril       | Resultados    |
| 1991       | Riccardo Patrese           | Williams-Renault | Estoril       | Resultados    |
| 1992       | Nigel Mansell (3)          | Williams-Renault | Estoril       | Resultados    |
| 1993       | Michael Schumacher         | Benetton-Ford    | Estoril       | Resultados    |
| 1994       | Damon Hill                 | Williams-Renault | Estoril       | Resultados    |
| 1995       | David Coulthard            | Williams-Renault | Estoril       | Resultados    |
| 1996       | Jacques Villeneuve         | Williams-Renault | Estoril       | Resultados    |
| 1997- 2019 | No se disputó              | No se disputó    | No se disputó | No se disputó |
| 2020       | Lewis Hamilton             | Mercedes         | Portimão      | Resultados    |
| 2021       | Lewis Hamilton (2)         | Mercedes         | Portimão      | Resultados    |

## Estadísticas

### Pilotos con más victorias
| Victorias | Piloto             | Años             |
| --------- | ------------------ | ---------------- |
| 3         | Alain Prost        | 1984, 1987, 1988 |
| 3         | Nigel Mansell      | 1986, 1990, 1992 |
| 2         | Stirling Moss      | 1958, 1959       |
| 2         | Lewis Hamilton     | 2020, 2021       |
| 1         | Jack Brabham       | 1960             |
| 1         | Ayrton Senna       | 1985             |
| 1         | Gerhard Berger     | 1989             |
| 1         | Riccardo Patrese   | 1991             |
| 1         | Michael Schumacher | 1993             |
| 1         | Damon Hill         | 1994             |
| 1         | David Coulthard    | 1995             |
| 1         | Jacques Villeneuve | 1996             |

### Constructores con más victorias
| Victorias | Constructor | Años                               |
| --------- | ----------- | ---------------------------------- |
| 6         | Williams    | 1986, 1991, 1992, 1994, 1995, 1996 |
| 3         | McLaren     | 1984, 1987, 1988                   |
| 2         | Cooper      | 1959, 1960                         |
| 2         | Ferrari     | 1989, 1990                         |
| 2         | Mercedes    | 2020, 2021                         |
| 1         | Vanwall     | 1958                               |
| 1         | Lotus       | 1985                               |
| 1         | Benetton    | 1993                               |